# Bataille d'Ochomogo
Guerre civile costaricienne de 1823
La bataille d'Ochomogo est livrée le 5 avril 1823 sur les hauteurs d'Ochomogo près d'un endroit appelé La Laguna (la lagune) au Costa Rica, pendant la première guerre civile costaricienne.
Elle oppose les républicains d'une part, favorables à l'adhésion du Costa Rica à la fédération d'Amérique Centrale, aux impérialistes d'autre part, désireux de voir le pays rejoindre le premier Empire mexicain d'Agustín de Iturbide.
Escarmouche insignifiante sur le plan militaire, cette bataille qui constitue l'évènement belliqueux majeur du conflit, a des répercussions politiques décisives. Vaincus, les impérialistes renoncent à poursuivre la lutte et le Costa Rica se détache définitivement du Mexique. Par ailleurs, elle établit définitivement la suprématie de la ville républicaine de San José qui est choisie comme capitale, en lieu et place de Cartago, sa rivale impérialiste.
À l'issue de la bataille, Gregorio José Ramírez, le chef des républicains se trouve de facto à la tête du pays. Dépourvu d'ambition personnelle il organise des élections et remet le pouvoir le 16 avril entre les mains d'une assemblée constituante.

## Sources
- (en) Theodore S. Creedman, Historical dictionary of Costa Rica, Metuchen, N.J, Scarecrow Press, coll. « Latin American historical dictionaries » (no 16), 1977, 251 p. (ISBN 978-0-810-81040-2)